# Miss International France
 (janvier 2023).
Miss International France est un concours de beauté qui sélectionne la candidate française pour le concours mondial de Miss International (3e en termes d'importance, classé 2e par le site Missosology) créé en 1960 et qui s'est principalement tenu au Japon.
L'actuelle récipiendaire en est Camille Platroz, qui a été élue Miss International France 2024 en septembre 2024 à Roubaix.
Sophie Perin, Miss France 1975, est à ce jour la seule lauréate française à avoir remporté le concours mondial de Miss International en 1976 à Tokyo.

## Histoire
La France a été représentée pour la première fois au concours Miss International en 1960 à la suite d'une élection du comité Miss France de l’époque. Entre 1960 et 2015, les candidates françaises étaient pour la plupart des dauphines d'un des comités Miss France, Miss Nationale ou Miss Prestige National successifs.
En 2016, c'est une nouvelle équipe qui hérite de la représentation française, avec Katia Maes comme directrice nationale, puis Bruno Lestienne, en 2017. La gagnante de Miss International France peut alors provenir de différents autres comités ou postuler directement à l’élection française. Elle doit honorer son titre comme ambassadrice de paix, en France, pendant un an.
Durant cette soirée d’élection, quatre représentantes françaises sont couronnées pour chacune participer à l'un des concours de Miss International, de Miss Supranational (en), de Miss Asia Pacific International et de Miss Americana Latina del Mundo.

### Critères
Pour le concours mondial de Miss International, les candidates doivent être de nationalité française et avoir entre 18 et 28 ans au moment du concours mondial qui se déroule au Japon, entre les mois d'octobre et novembre.

## Lauréates françaises et résultats au concours mondial

### Candidates françaises à Miss International depuis 2016
- Déclarée comme gagnante
- A terminé dauphine
- A terminé finaliste ou demi-finaliste

| Année | Lauréate        | Âge    | Résidence | Prix spéciaux | Classement à Miss International |
| ----- | --------------- | ------ | --------- | ------------- | ------------------------------- |
| 2016  | Khaoula Najine  | 25 ans | Roubaix   |               | Non classée                     |
| 2017  | Maëva Balan     | 24 ans | Challans  |               | Non classée                     |
| 2018  | Mélanie Labat   | 23 ans | Poussan   |               | Non classée                     |
| 2019  | Solène Barbot   | 24 ans | Paris     |               | Non classée                     |
| 2022  | Maya Albert     | 25 ans | Tarn      |               | Top 15                          |
| 2023  | Lysia Allaire   | 18 ans | Mérignac  |               | Non classée                     |
| 2024  | Camille Platroz | 24 ans | Bormes    |               | Non classée                     |

### Candidates françaises à Miss International de 1960 à 2015
- Déclarée comme gagnante
- A terminé dauphine
- A terminé finaliste ou demi-finaliste

| Année | Lauréate                            | Âge    | Résidence | Prix spéciaux   | Classement à Miss International |
| ----- | ----------------------------------- | ------ | --------- | --------------- | ------------------------------- |
| 1960  | Suzanne Degrémont                   |        |           |                 | Non classée                     |
| 1961  | Brigitte Barazer de Lannurien       |        |           |                 | Non classée                     |
| 1963  | Marie-Josée LeCocq                  |        |           |                 | Non classée                     |
| 1964  | Brigitte Pradel                     |        |           |                 | Non Classée                     |
| 1965  | Marie Perron                        |        |           |                 | Non classée                     |
| 1967  | Martine Grateau                     |        |           |                 | Non classée                     |
| 1968  | Nelly Gallerne                      |        |           |                 | Top 15                          |
| 1969  | Sophie Yallant                      |        |           |                 | Non classée                     |
| 1970  | Dominique Pasquier                  |        |           |                 | Non classée                     |
| 1971  | Laurence Vallée                     |        |           |                 | Non classée                     |
| 1972  | Suzanne Angly                       |        |           |                 | Top 15                          |
| 1973  | Christine Schmidth                  |        |           |                 | Top 15                          |
| 1974  | Josiane Bouffeni                    |        |           |                 | Non classée                     |
| 1975  | Isabelle Krumacker                  |        |           | Miss Photogenic | Top 15                          |
| 1976  | Sophie Perin                        | 19 ans |           |                 | Miss International 1976         |
| 1977  | Catherine Pouchele                  |        |           |                 | Non classée                     |
| 1978  | Véronique Fagot                     |        |           |                 | Non classée                     |
| 1979  | Martine David                       |        |           |                 | Non classée                     |
| 1980  | Sylvie Paréra                       |        |           | Miss Photogenic | Top 10                          |
| 1981  | Beatriz Peyet                       |        |           |                 | Non classée                     |
| 1982  | Isabelle Rochard                    |        |           |                 | Non classée                     |
| 1983  | Valérie Guenveur                    |        |           |                 | Non classée                     |
| 1984  | Corinne Terrason                    |        |           |                 | Non classée                     |
| 1985  | Nathalie Jones (Nouvelle-Calédonie) |        |           |                 | Non classée                     |
| 1986  | Cathy Billaudeau                    |        |           |                 | Non classée                     |
| 1987  | Joelle Ramyhed                      |        |           |                 | Non classée                     |
| 1988  | Nathalie Marquay                    |        |           |                 | Top 10                          |
| 1989  | Dorothée Lambert                    |        |           |                 | Non classée                     |
| 1990  | Celine Marteau                      |        |           |                 | Non classée                     |
| 1991  | Catherine Clarysse                  |        |           |                 | 1re dauphine                    |
| 1992  | Bénédicte Delmas                    |        |           |                 | Non classée                     |
| 1993  | Marie-Ange Contart                  |        |           |                 | Non classée                     |
| 1994  | Nathalie Pereira                    |        |           |                 | Top 10                          |
| 1995  | Mélody Vilbert                      |        |           |                 | Top 10                          |
| 1996  | Nancy Delettrez                     |        |           |                 | Non classée                     |
| 1997  | Marie Borg                          |        |           |                 | 2e dauphine                     |
| 1998  | Patricia Spehar                     |        |           |                 | Top 10                          |
| 1999  | Céline Cheuva                       |        |           |                 | Non classée                     |
| 2000  | Tatiana Bouguer                     |        |           |                 | Non classée                     |
| 2001  | Nawal Benhlal                       |        |           |                 | Non classée                     |
| 2002  | Emmanuelle Jagodsinski              | 20 ans | Lens      |                 | 1re dauphine                    |
| 2003  | Elodie Couffin                      |        |           |                 | Top 15                          |
| 2004  | Lucie Degletagne                    |        |           |                 | Top 15                          |
| 2005  | Cynthia Tevere                      |        |           |                 | Top 15                          |
| 2006  | Marie-Charlotte Meré                |        |           |                 | Non classée                     |
| 2007  | Sophie Vouzelaud                    |        |           |                 | Non classée                     |
| 2008  | Vicky Michaud                       |        |           |                 | Non classée                     |
| 2009  | Mathilde Muller                     |        |           |                 | Non classée                     |
| 2010  | Florima Treiber                     |        |           |                 | Top 15                          |
| 2011  | Laura Maurey                        |        |           |                 | Non classée                     |
| 2012  | Marion Amelineau                    |        |           |                 | Non classée                     |
| 2014  | Aurianne Sinacola                   |        |           | Best Body       | Non classée                     |
| 2015  | Charlotte Pirroni                   |        |           |                 | Non classée                     |

## Liens Externes
- Miss International France - Site officiel